# 弘大 (地名)
弘大（韓語：홍대）是韩国首尔很有名的商圈，吸引世界各国的观光客前往造访，因邻近名校弘益大学得名，有百貨公司、商店、城市艺术和各种娱乐。弘大商圈位于首尔西部的麻浦区，从西桥洞延伸至合井洞。

## 地方特色
在地鐵站尚未通車前，本地的舊地名為細橋里（韓語：잔다리）。弘大以在地學生的藝術創作、歌曲、夜店生活以及特色咖啡廳為盛名，許多地下樂團或獨立音樂人如紫雨林、Crying Nut、Peppertones都從這裡發跡，也讓日後的音樂活動在這裡逐漸流行起來。而由於鄰近的大學早年以藝術大學創校之緣故，吸引了許多在學或是專職的藝術家在此地開展自己的店面，也由於靠近學區而讓租金較低廉、成本較低的情況下，進而在90年代後成為許多創作者的發跡地。

## 在地活動

### Zandari Festa
取名自舊地名細橋里（：／ Zandari */?），發展至今已成為韓國國內的知名音樂盛事。

### 自由市場
正式名稱為弘大前自由市場，自由市場為在街上、公園等開放空間，各類的創作作家與市民面對面，互相溝通、交流的文化生產與消費的嶄新藝術市場，亦為慶典場地。日常與藝術的街頭，跨越作家與市民的障璧，帶著創作的作品出來與市民或其它作家自由的溝通、交流，體驗不同的創作世界，任何人皆可帶著個人觀感或是充滿個性的創意品到自由市場，以作家的身分參與活動。非中古物品買賣交換的回收市場，而是創意品與創作行為交流的藝術市場。

## 交通資訊
可經由首爾地下鐵的弘大入口站、合井站以及上水站下車後步行而來，另外市區公車站也有許多路線在此設站。